# 울러스턴둥근잎박쥐
울러스턴둥근잎박쥐(Hipposideros wollastoni)는 잎코박쥐과에 속하는 박쥐의 일종이다. 인도네시아 서뉴기니(서파푸아)와 파푸아뉴기니에서 발견된다. 정보부족종으로 분류하고 있다. 학명과 일반명은 탐험가 울러스턴(Sandy Wollaston)의 이름에서 유래했다.

## 아종
- Hipposideros wollastoni fasensis Flannery and Colgan, 1993
- 파나비잎코박쥐 또는 파나비둥근잎박쥐 (Hipposideros wollastoni parnabyi) Flannery and Colgan, 1993
- Hipposideros wollastoni wollastoni Thomas, 1913